# 加布里埃拉·博尔
加布里埃拉·博尔（丹麥語：Gabriella Bøje，1997年3月7日—），丹麥女子羽毛球運動員。

## 簡歷
2015年10月，加布里埃拉·博尔出戰匈牙利國際賽，與亚历山德拉·博尔合作贏得女子雙打亞軍。

## 主要比賽成績
只列出曾進入準決賽的國際賽事成績：
| 年份   | 賽事               | 公開賽級別 | 項目     | 拍檔                 | 成績   |
| ------ | ------------------ | ---------- | -------- | -------------------- | ------ |
| 2015年 | 匈牙利羽毛球國際賽 | 國際系列賽 | 女子雙打 | 亚历山德拉·博尔      | 亞軍   |
| 2016年 | 布拉格羽毛球公開賽 | 國際挑戰賽 | 混合雙打 | 尼克拉斯·馬蒂亞森    | 準決賽 |
| 2016年 | 匈牙利羽毛球國際賽 | 國際系列賽 | 女子雙打 | 塞西莉·森托          | 亞軍   |
| 2016年 | 挪威羽毛球國際賽   | 國際系列賽 | 女子雙打 | 塞西莉·森托          | 準決賽 |
| 2017年 | 匈牙利羽毛球國際賽 | 國際系列賽 | 女子雙打 | 埃米莉·尤尔·摩勒     | 準決賽 |
| 2018年 | 挪威羽毛球國際賽   | 國際系列賽 | 女子雙打 | 玛丽·路易丝·斯蒂芬森 | 冠軍   |

| 2007-2017年 | 首要超級賽 | 超級賽 | 黃金大獎賽 | 大獎賽 | 國際挑戰賽 | 國際系列賽 | 未來系列賽 | 其他 |

| 2018-2026年 | 總決賽 | 超級1000賽 | 超級750賽 | 超級500賽 | 超級300賽 | 超級100賽 | 國際挑戰賽 | 國際系列賽 | 未來系列賽 | 其他 |